# Lubbe Sibets

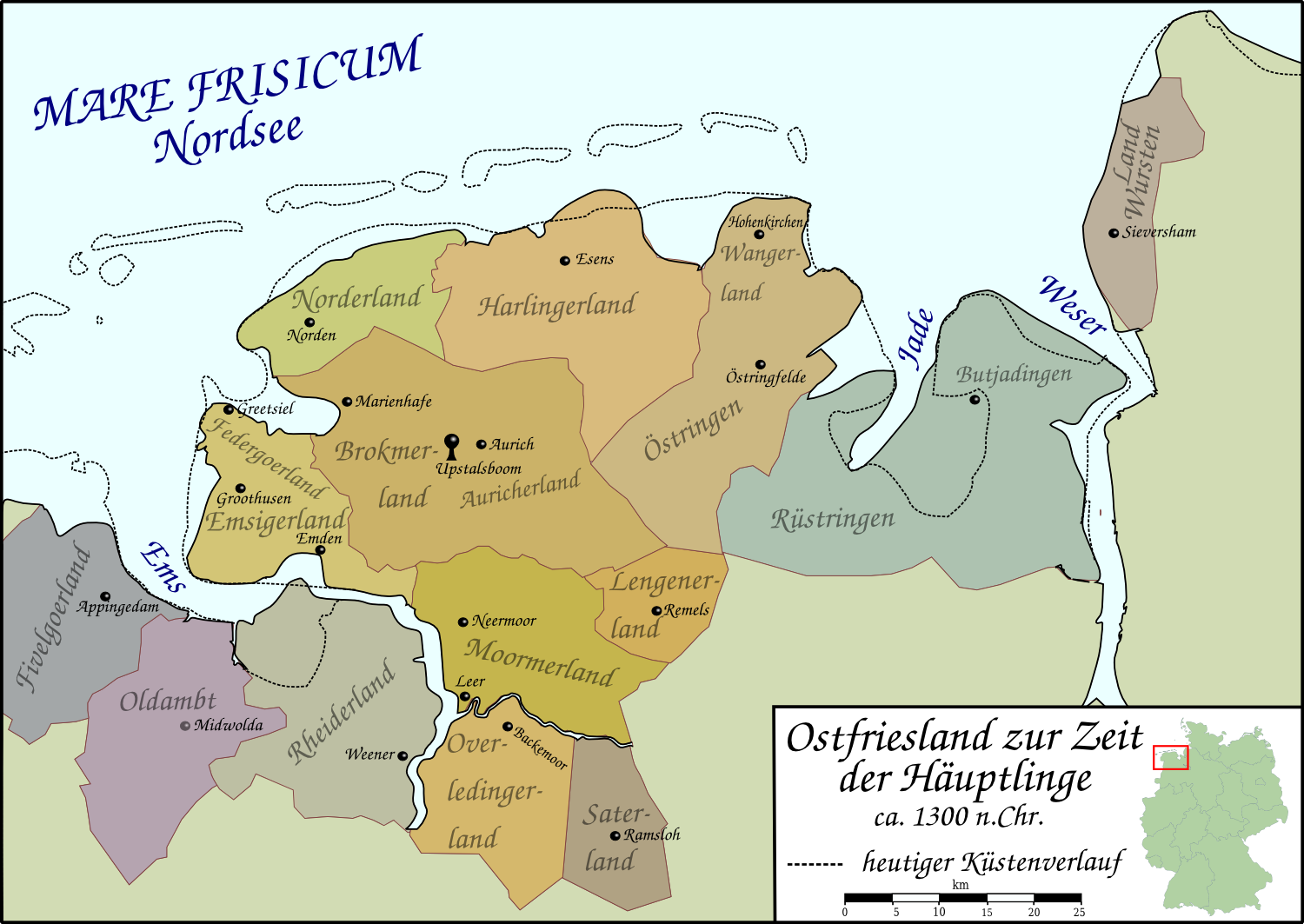
Ostfriesland zur Zeit des Häuptlingswesens.

Lubbe Sibets (bezeugt 1397; † 1420) war ein ostfriesischer Häuptling zu Burhave in Butjadingen.

## Leben
Lubbe Sibets war der Sohn des Sibet Hunrikes, der in einer Urkunde von 1384 als „hovetlingh to Waddensen“ (Waddens) angesprochen wird und als erster Ortshäuptling in diesem Butjadinger Kirchspiel gilt. Zusammen mit dem Häuptling von Bant Edo Wiemken des Älteren und als Bundesgenosse der Stadt Bremen kämpfte er gegen den Häuptling von Esenshamm Husseko Hayen. Sein namentlich nicht genannter Sohn, vermutlich Lubbe, bürgte derweil als Geisel in Bremen für seine Bündnistreue.
1397 tritt Lubbe Sibets erstmals selbst als Vertragspartner der Stadt Bremen politisch handelnd in Erscheinung. Er stand, wie sein Vater, auch in enger Verbindung mit Edo Wiemken, mit dessen Tochter Frouwa er in erster Ehe verheiratet war. 1409 urkundet er als Häuptling zu Burhave. Sein Bruder Memme Sibets erscheint zur gleichen Zeit als Häuptling zu Waddens. Vermutlich war also das Häuptlingsrecht in Burhave über ihre – namentlich nicht bekannte – Mutter an ihren Sohn Lubbe gekommen, während Memme Sibets das Erbe des Vaters antrat.
In Butjadingen blieb Lubbe Sibets einer von mehreren Kirchspielhäuptlingen, die Stellung eines Butjadinger Landeshäuptlings erreichte er nie.  Sein Herrschaftszentrum war die Kirche zu Burhave, die er so stark befestigte, dass sie von den Bremern 1419 als „de vasteste kercke“ in ganz Friesland bezeichnet wurde. Als sich allerdings die bäuerliche Bevölkerung des Landes 1418 im Bündnis mit Bremen gegen die Butjadinger Ortshäuptlinge erhob, rettete ihn die Kirche nicht. Lubbe Sibets wurde nach Eroberung der Kirche 1419 vertrieben und verlor seine öffentlichen Rechte. Nur der private Besitz wurde ihm belassen.
Im Oktober 1420 ist er – wie auch sein Bruder Memme und andere Butjadinger Häuptlinge – im Umkreis seines Sohnes Sibet von Rüstringen bezeugt und soll danach in Kniphausen gewohnt haben.

## Familie
Lubbe Sibets war in erster Ehe mit Frouwa, der Tochter Edo Wiemkens des Älteren verheiratet. Dieser Ehe entstammt der Sohn Sibet Lubben (auch Sibet Lubbenson, bezeugt 1416; † 1433). In zweiter Ehe war er mit Eva, Tochter des Tanno Diuren (auch Duren) von Wittmund aus dem Häuptlingsgeschlecht Kankena verheiratet. Aus dieser Ehe stammen die Söhne Hayo Harlda (bezeugt 1420, † 1441), der spätere Häuptling von Jever, Ineke Tannen sowie eine Tochter Rineld, die später den Häuptling zu Kniphausen heiratete.